# Götzendorf an der Leitha
Götzendorf an der Leitha è un comune austriaco di 2  117 abitanti nel distretto di Bruck an der Leitha, in Bassa Austria; ha lo status di comune mercato (Marktgemeinde).